# 31706 Singhani
31706 Singhani è un asteroide della fascia principale. Scoperto nel 1999, presenta un'orbita caratterizzata da un semiasse maggiore pari a 3,0149785 UA e da un'eccentricità di 0,1297226, inclinata di 4,71272° rispetto all'eclittica.